# Ratpenat frugívor concolor
El ratpenat frugívor concolor (Artibeus concolor) és una espècie de ratpenat sud-americà que viu a Colòmbia, Veneçuela, Guyana, el Brasil i el Perú, i pertany al subgènere monotípic Koopmania.